# Università tecnica nazionale di Atene

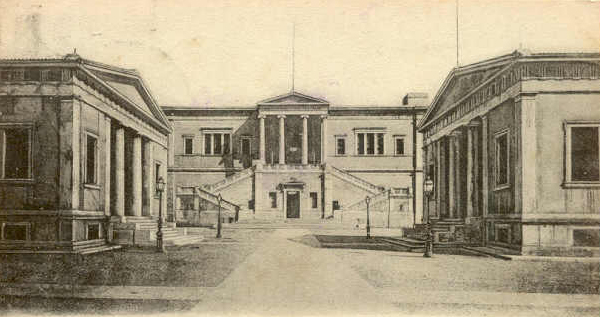
Una cartolina postale datata 1900, mostra il campus all'epoca.

L'Università tecnica nazionale di Atene (in greco Εθνικό Μετσόβιο Πολυτεχνείο?; in inglese National Technical University of Athens, da cui la sigla NTUA), semplicemente chiamata Politecnico di Atene, è la più antica e prestigiosa istituzione della Grecia nel campo della formazione alla tecnologia e ha costantemente contribuito allo sviluppo scientifico, tecnico ed economico del Paese fin dalla sua fondazione avvenuta nel 1836.
La sua storia è strettamente connessa alle vicende della lotta del popolo greco per l'indipendenza, la democrazia e il progresso sociale.
In Grecia il Politecnico viene denominata anche Ethnicon Metsovion Polytechnion ("Politecnico Metsoviano Nazionale") in onore dei suoi primi finanziatori: Nikolaos Stournaris, Eleni Tositsa, Michail Tositsas e Georgios Averof, tutti originari di Metsovo, una piccola città dell'Epiro, che effettuarono cospicue donazioni all'Istituto nella seconda metà del XIX secolo.

## Storia

### 1836: la fondazione
Il Politecnico fu creato per decreto Reale, pochi anni dopo la conquista dell'indipendenza greca.
Venne chiamato "Scuola Reale delle Arti", una scuola professionale part-time (limitata alla domenica e i giorni festivi) con lo scopo di formare artigiani, operai edili e capomastri.
Nel 1840, a causa della sua crescente popolarità e il mutare delle condizioni socio-economiche del nuovo Stato, fu elevato al rango di Scuola Tecnica con orario feriale e collocato nella sua attuale sede.

### 1843: la ristrutturazione
La "Scuola delle Arti" è oggetto del suo maggior intervento di ristrutturazione.
Tre dipartimenti vengono creati: la Scuola professionale part-time, la Scuola feriale e la Scuola Superiore delle Belle Arti.
Il termine Arti era usato all'epoca sia per le Belle Arti ed anche per l'Ingegneria.
Da questo ne seguì una tradizione per cui oggi il Politecnico include un Dipartimento di Architettura e mantiene stretti legami con la Scuola di Belle Arti che nel frattempo è divenuta una istituzione indipendente.

### 1873: il campus storico
La Scuola per Industria e Belle Arti si sviluppò rapidamente per divenire la principale istituzione per l'Educazione superiore, una Università Tecnica con un elevato numero di studenti e un ricco curriculum di corsi scientifici e professionali. Nel 1873 si trasferì nel suo nuovo Campus sub-urbano in via Patission (allora nella periferia di Atene) e fu rinominato (non ufficialmente) come "Ethnicon Metsovion Polytechnion" dal nome della città natale dei benefattori che finanziarono la sua fondazione.

### 1887: le scuole (facoltà)
L'istituzione venne divisa in tre Scuole di orientamento tecnico: ingegneria strutturale, Architettura e Ingegneria meccanica aprendo così la strada per la sua crescita e stabilendo il suo ruolo di guida nel progresso tecnico ed economico della Grecia durante la rivoluzione industriale.
Continuò a funzionare in tale forma fino al 1914 quando nuove Scuole furono create e il Politecnico Metsoviano, denominazione divenuta ufficiale, fu sottoposto alla supervisione del Ministero dei Lavori Pubblici, una conseguenza del suo stretto legame con la crescita tecnico-economica dello Stato greco.
In uno stadio successivo il Politecnico fu associato alle altre Università greche sotto la supervisione del Ministero dell'Educazione.

### 1917: verso lo status attuale
L'università tecnica ateniese assunse l'impostazione attuale in tale anno per via di una speciale Legge che la organizzò come Scuola Superiore per l'Ingegneria civile, Meccanica ed Elettrica, Chimica ed Architettura.
Fino agli anni 1950 era l'unica Università in Grecia ad offrire la laurea in Ingegneria.
Da allora altre Scuole di Ingegneria sono state create presso le Università di Salonicco, Patrasso e Tracia, ed altre Università Tecniche furono poi fondate a Chania in Creta.

### 1923: la camera tecnica di Grecia
Gli allievi della NTUA formano il nucleo della Camera Tecnica di Grecia, una organizzazione professionale molto potente che funge da referente tecnico per lo Stato ed è responsabile per la concessione delle abilitazioni professionali per tutti gli ingegneri praticanti in Grecia.
Tra la sua fondazione, avvenuta nel 1923, ed il 1963 la Camera Tecnica di Grecia ebbe 7800 iscritti mentre verso la fine degli anni ottanta del Novecento il numero dei suoi membri raggiunse approssimativamente il numero di 49.000.

## Contributi alla storia della Grecia moderna
Gli studenti della NTUA furono in prima linea per la lotta popolare, particolarmente nella Resistenza Nazionale, sotto l'occupazione nazista del periodo 1941-44 e durante la più recente lotta contro la Dittatura dei Colonnelli tra il 1967 al 1974.
Durante il periodo della Resistenza il movimento Studentesco era molto potente ed organizzato.

Subito dopo l'occupazione della Grecia effettuato dalla truppe tedesche nell'aprile 1941, il movimento per la Resistenza venne organizzato ovunque: città, villaggi, fabbriche e università.

Entro pochi mesi la Resistenza fu operativa all'interno della NTUA la quale, in aggiunta ai suoi ruoli di istituzione accademica, divenne uno dei maggiori centri per la resistenza attiva.
Dopo un ritardo di 40 anni, il 16 novembre 1984 l'NTUA rese omaggio al Movimento per la Resistenza Nazionale con l'erezione di una colonna commemorativa recante i nomi di 18 studenti che caddero durante la lotta di liberazione. Nel 1985 fu pubblicato un libro commemorativo con il titolo La NTUA (ed il suo ruolo) nel Movimento di Liberazione Nazionale 1941-44.
La lotta contro la dittatura militare del periodo 1967-74 culminò con l'assemblea studentesca presso il Campus Patission della NTUA del 14 febbraio 1973 seguita da un attacco da parte della Polizia, di una brutalità senza precedenti, avvenuto all'interno del campus e con l'arresto di molti studenti. A questo seguirono altre dimostrazioni, l'occupazione della Facoltà di Legge dell'Università di Atene il 23 febbraio e il 20 marzo. Ciascuna di queste manifestazioni venne repressa con la forza.
La protesta culminò con il suo maggior attacco alla Giunta militare, nota come "Ribellione del Politecnico", nel novembre 1973.
Gli eventi accaddero mercoledì 14 novembre e terminarono il 17 novembre 1973 con l'intervento, senza provocazione, dei carri armati dell'esercito e polizia contro gli assediati all'interno del Campus della NTUA e i loro simpatizzanti esterni in Via Patission. In quei pochi giorni si notò una crescita impressionante della ribellione popolare che aveva come riferimento la NTUA. Il popolo greco e la gioventù dell'intera Nazione dimostrarono il sostegno agli studenti, tutti uniti dagli ideali di Democrazia, Libertà, Indipendenza, Educazione e Progresso Sociale.
Il bilancio della "Ribellione del Politecnico" fu tragico: molti dimostranti furono ammazzati e molti di più arrestati dalla Polizia Militare e torturati per mesi nelle sue prigioni.
La Giunta cadde pochi mesi dopo e il Politecnico da allora è stato commemorato ogni anno il 17 novembre dagli studenti, dagli allievi delle Scuole Superiori, dal senato della NTUA, dalle Autorità greche, dai Partiti politici, dal Parlamento e, ovviamente, dal Popolo dell'intera Nazione.
La "Ribellione del Politecnico" è stato uno straordinario evento della storia greca recente. La NTUA ha onorato le sue vittime con un monumento all'interno della sua piazzetta, di fronte al cancello di accesso demolito dai blindati della dittatura in quella notte tragica.
Il monumento fu posto a fianco alla colonna di commemorazione della Resistenza Nazionale. I due monumenti enfatizzano la continua lotta del Popolo di Grecia e della sua gioventù nel corso degli anni.